# Пиляр смоляний
Пиляр смоляний, вусач-тесляр (Ergates faber (Linnaeus, 1767)) — вид жуків з родини Скрипунових.

## Поширення
Глобальний ареал Ergates faber охоплює Європу, північно-західну Африку, Кавказ, Малу Азію.
В Україні Пиляр смоляний поширений у хвойних лісах Полісся, зрідка трапляючись у лісостеповій зоні з поодинокими давніми знахідками у Карпатах.